# Machina II/The Friends and Enemies of Modern Music
Machina II/The Friends & Enemies of Modern Music è il sesto album dei The Smashing Pumpkins, pubblicato in rete gratuitamente per il libero scambio nel 2000.

## Il disco
Dopo il flop commerciale Machina/The Machines of God e i problemi sorti con la casa discografica, gli Smashing Pumpkins decidono che il nuovo lavoro non deve comunque andare buttato e distribuiscono ai fan 3 EP e 1 LP intitolati MACHINA II/The Friends & Enemies of Modern Music, chiedendo loro di condividere il progetto con il maggior numero di persone possibile attraverso la rete. Nel 2000 vengono così caricate in internet le canzoni in formato mp3 e, grazie alla pubblicità su molteplici siti dei fan e del gruppo, vengono scaricati da migliaia di persone in tutto il mondo. Considerato uno dei primi progetti totalmente gratuiti di una band famosa è in effetti da intendersi come uno dei migliori addii (o "arrivederci") di un gruppo musicale in via di scioglimento (nessun fan infatti ha mai avuto un regalo simile - escludendo i concerti gratuiti).
L'Album non è ufficialmente pubblicato sotto licenza Creative Commons, ma gli autori invitano comunque alla sua condivisione.
Le tracce mantengono il classico suono del vinile e la qualità globale del suono risente particolarmente di questa digitalizzazione. In alcune poi è possibile sentire anche le voci dei componenti del gruppo mentre parlano tra loro (effetto probabilmente voluto).
A Gennaio 2021, Billy Corgan ha annunciato di aver ultimato i lavori per la riedizione dell'album. 

## Tracce

### EP 1
1. Slow Dawn - 3:14
2. Vanity - 4:08
3. Satur9 - 4:11
4. Glass (Alternate Version) - 2:55

### EP 2
1. Soul Power - 3:02
2. Cash Car Star (Version 1) - 3:41
3. Lucky 13 - 3:05
4. Speed Kills (But Beauty Lives Forever) - 4:51

### EP 3
1. If There Is a God (Piano and Voice) - 2:34
2. Try (Version 1) - 4:23
3. Heavy Metal Machine (Version 1 Alternate Mix) - 6:47

### LP
1. Glass - 1:54
2. Cash Car Star - 3:18
3. Dross - 3:26
4. Real Love -4:16
5. Go - 3:47
6. Let Me Give the World to You - 4:10
7. Innosense - 2:33
8. Home - 4:29
9. Blue Skies (Version Electrique) - 3:18
10. White Spyder - 3:37
11. In My Body - 6:50
12. If There Is a God - 2:08
13. Le Deux Machina - 1:54
14. Atom Bomb - 3:51

## Componenti
- Mike Garson - tastiera
- Jimmy Chamberlin - batteria
- Billy Corgan - chitarra, voce
- James Iha - chitarra, voce
- D'arcy Wretzky - basso

## Siti per il download
- (EN) Sito ufficiale, su smashingpumpkins.com. URL consultato il 17 marzo 2008 (archiviato dall'url originale il 19 ottobre 2007).
- (EN) Billy-Corgan.com (archiviato dall'url originale il 4 maggio 2006).
- (EN) MetroChicago.com. URL consultato l'11 gennaio 2006 (archiviato dall'url originale il 10 gennaio 2006).
- (EN) Mediafire.com.